# Harvard, Massachusetts
Harvard är en kommun (town) i Worcester County i delstaten Massachusetts, USA. Vid 2020 års folkräkning hade kommunen 6 851 invånare.

## Kända personer från Harvard
- Del Cameron, travkusk